# ピカルディ・シープドッグ

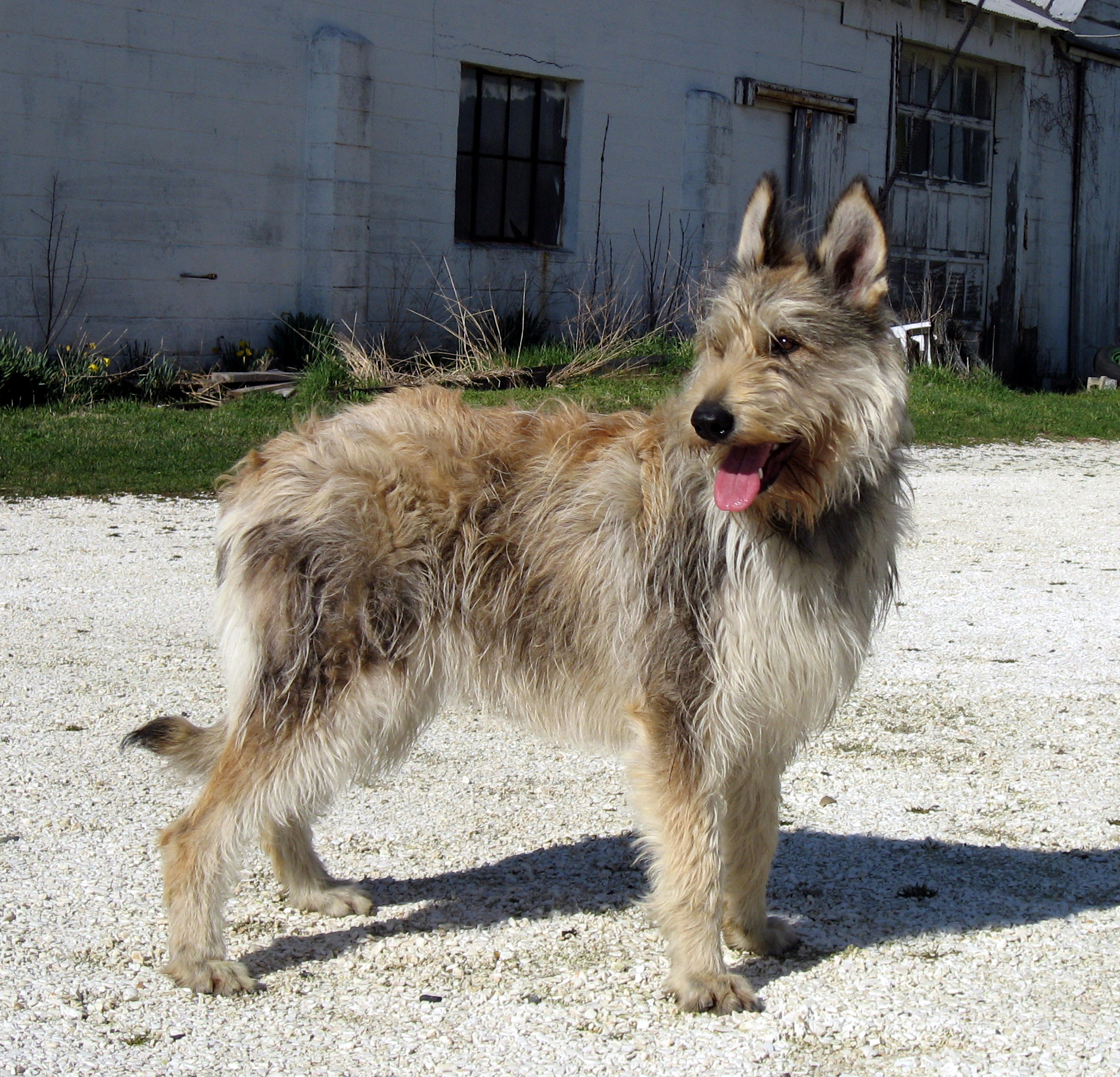
ピカルディ・シープドッグ

ピカルディ・シープドッグ（英：Picardi Sheepdog）は、フランスのピカルディ地方原産の牧羊犬種のひとつである。
別名はピカーディ・シープドッグ（英：Picardy Sheepdog）、ピカルディ・シェパード（英：Picardi Shepherd）、ピカーディ・シェパード（英：Picardy Shepherd）、ベルジェ・ド・ピカール（英：Berger de Picardy）など。

## 歴史
9世紀ごろに作出された、フランスでは最も古い犬種のひとつでもある。詳しいことは不明だが、ブリアード、ボースロン、ベルジアン・シェパード・ドッグ、ダッチ・シェパードとは何らかの血統的なかかわりを持っているといわれている。
主に牧羊犬として羊を誘導するが、牧牛犬として牛の誘導も行うことが出来る。この他、家畜や家禽をオオカミや泥棒から守る護畜犬や、家を見張る番犬などとしても用いられた。
1863年にフランス国内でドッグショーにデビューするが、当時はみすぼらしい犬であるという印象によりあまり人気は出なかった。しかし熱心な愛好家を得ることには成功し、1893年に犬種を保護しながらスタンダード（犬種基準）を固定し、もっと犬室を向上させるための作業が開始された。
ところが、ピカルディが最も多く使役されていたソンム川沿いの谷間の地域が2度の世界大戦で戦場と化した為、多くの犬の命が奪われ絶滅の危機に陥った。戦後はわずかに残った個体をもとにブリーディングを進め、何とか生き延びることに成功した。しかし、その頭数は現在も非常に少なく、絶滅の危機が完全に回避されたとは言い切れない。
大半はフランス北部で飼育され、FCIに公認犬種として登録されているが、今日もペットやショードッグより作業犬として使われている個体のほうが圧倒的に多い。まず他の地域では見ることが出来ない、極めて珍しい犬種である。

## 特徴
やや粗めでぼさぼさとしたロングコートがよく目に付く犬種である。口周りの毛や眉毛も豊かでふさふさしている。毛色はベースがゴールデン・フォーンなどで、胸部や腹部、足先などの特定部は白っぽくなる。又、多くの場合耳が黒い。
引き締まった体つきをしていて、脚が長く走るのが速い。耳はやや細長い立ち耳、尾は飾り毛のあるサーベル形の垂れ尾。マズルは短めで細い。体高55〜66cm、体重23〜32kgの大型犬で、性格は明るく忠実、元気があり感受性が強いが、室内では物静かである。しつけの飲み込みや状況判断力は非常に優れ、家族以外の人や犬とも友好的に接するため、家庭犬として飼育するのにも向いている。ただし、牧羊犬のため運動量は多い。かかりやすい病気は大型犬にありがちな股関節形成不全、コートが目に入っておこりやすい眼疾患などがある。